# باول كولينز (لاعب كرة قدم أمريكية)
باول كولينز (بالإنجليزية: Paul Collins)‏ هو لاعب كرة قدم أمريكية أمريكي، ولد في 31 أكتوبر 1907 في دانبري في الولايات المتحدة، وتوفي في 25 سبتمبر 1988.